# Stormé DeLarverie
Stormé DeLarverie, née le 24 décembre 1920 à La Nouvelle-Orléans et morte le 24 mai 2014 à Brooklyn, est une lesbienne butch qui a participé aux émeutes de Stonewall. 
Elle naît d'une mère afro-américaine et d'un père blanc. Elle est célébrée en tant que pionnière pour la lutte des droits civils des minorités sexuelles, et en tant qu'icône et artiste qui s'est produite à l'Apollo Theater et au Radio City Music Hall. Tout au long de sa vie, elle a œuvré en tant que MC, chanteuse, portière, garde du corps et en tant que bénévole, comme « défenseure des lesbiennes du Greenwich Village ».

## Avant Stonewall
DeLarverie naît d'un père blanc et d'une mère noire, employée par la famille de son père,,. DeLarverie rapporte que sa date de naissance est incertaine, mais elle fêtait son anniversaire le 24 décembre.
Enfant, DeLarverie subit du harcèlement et des menaces. Adolescente, elle fait du saut d'obstacle à cheval dans un cirque, le Ringling Brothers Circus, mais arrête cette discipline à cause d'une blessure occasionnée par une chute. Elle prend conscience de son homosexualité vers l'âge de dix-huit ans.
Sa partenaire, une danseuse nommée Diana, partage sa vie pendant environ 25 ans, jusqu'à son décès dans les années 1970. Selon leur amie Lisa Cannistraci, DeLarverie avait toujours une photo de Diana sur elle.

## Émeute de Stonewall

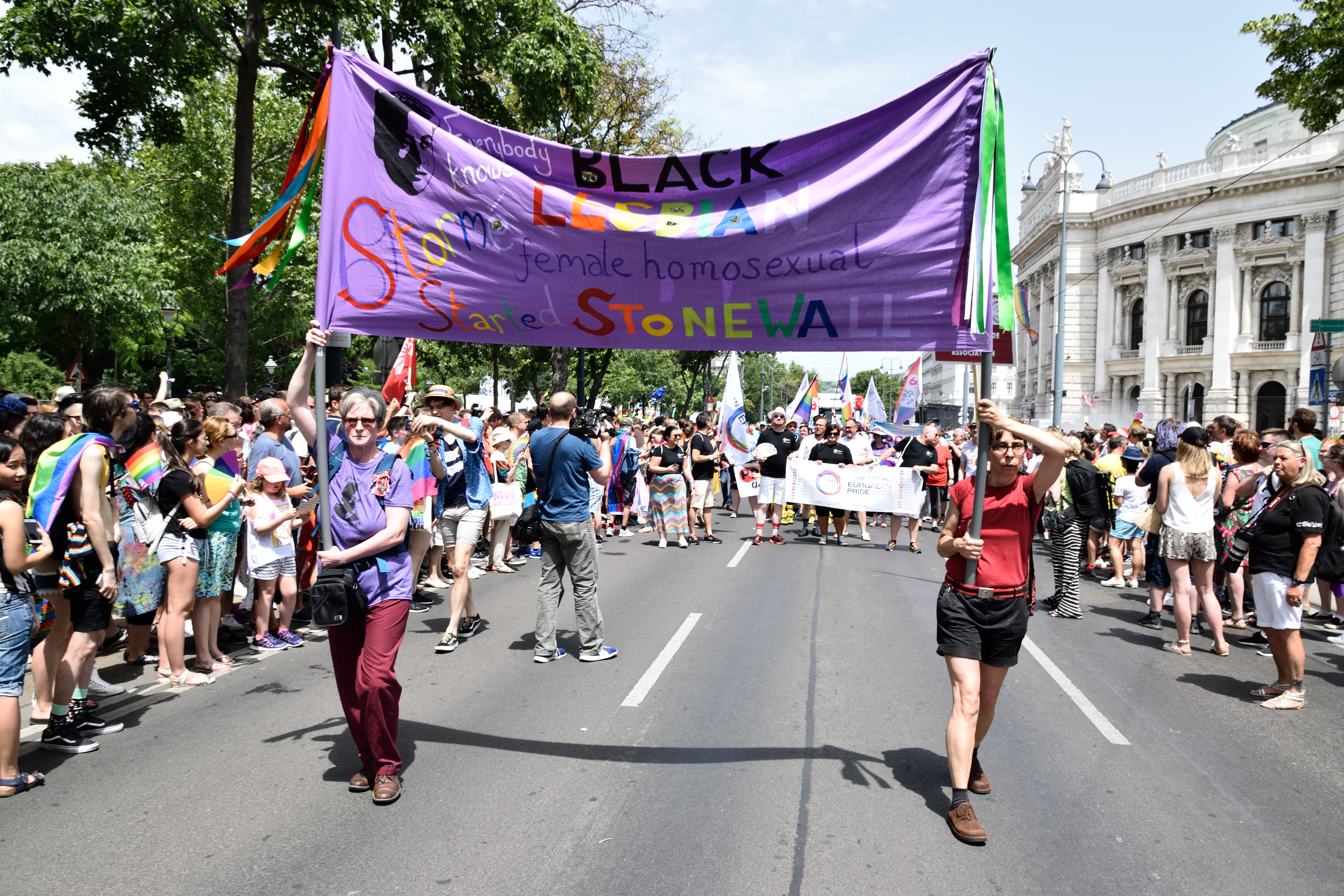
Bannière rendant hommage à l'implication de Stormé DeLarverie à Stonewall lors de l'Europride 2019.

Depuis les années 2000, les événements du 28 juin 1969 sont qualifiés d'émeutes de Stonewall. Cependant pour DeLarverie le terme d'émeute ne convient pas : « C'était une rébellion, un soulèvement, un acte de désobéissance civile, pas une foutue émeute ».
Les événements commencent après l'évacuation brutale d'une femme butch menottée que la police tente de faire sortir du Stonewall Inn pour l'emmener vers un fourgon. Pendant une dizaine de minutes, elle se débat contre au moins quatre policiers, criant et jurant. Un témoin la décrit comme une « butch typique de New York » et « une gouine stone butch ». Un policier la matraque et la blesse à la tête, après qu'elle a protesté que ses menottes sont trop serrées. Sa blessure saigne tandis qu'elle continue de se débattre. Des passants mentionnent que la femme, dont l'identité reste incertaine, encourage la foule à se battre aux cris de : « Mais pourquoi vous faites pas quelque chose, les gars », après qu'un officier de police l'a soulevée et jetée à l'arrière du fourgon. Dès lors, la foule se met en mouvement avec une sorte de fureur : « C'est à ce moment-là que la scène devint explosive ». Certaines personnes ont qualifié cette femme de « Rosa Parks de la communauté gay ».
L'identité de cette lesbienne butch reste sujette à débat. D'après DeLarverie et d'autres témoins, c'est d'elle-même qu'il s'agissait. « Personne ne sait qui a donné le premier coup de poing, mais d'après les rumeurs, et d'après Stormé DeLarverie, c'était elle » a déclaré Lisa Cannistraci, amie de DeLarverie et propriétaire du Henrietta Hudson, bar lesbien de Greenwich Village. « Elle m'a dit que c'était elle ».
Mais cette version n'est pas unanime. L'historien David Carter, par exemple, estime que ce n'était pas elle, notamment parce que DeLarverie (qui était de taille et de stature moyennes, métisse et âgée de 48 ans en 1969) ne correspond pas à la description physique de la femme arrêtée (grande, costaude, blanche, dans la vingtaine ou la trentaine).
Que la femme qui s'est débattue soit effectivement ou non DeLarverie, tous les récits s'accordent sur le fait que plusieurs lesbiennes butch se sont battues contre la police pendant l'affrontement.

## Carrière sur scène
De 1955 à 1969, DeLarverie fait des tournées dans les théâtres afro-américains en tant que MC (et seul drag king) de la Jewel Box Revue, la première revue de transformisme américaine intégrant des Noirs et des Blancs,. La revue se produit régulièrement à l'Apollo Theater de Harlem, ainsi que devant des audiences non-ségréguées, ce qui est rare à l'époque de la ségrégation raciale aux États-Unis. DeLarverie, qui incarne un personnage remarquablement beau, inspire d'autres lesbiennes à porter à la rue ce qui était jusque-là considéré comme des vêtements d'« homme ». Elle chante sur scène avec une voix de baryton. Diane Arbus, photographe renommée, la prend en photo.

## Vie après Stonewall
DeLarverie continue de s'impliquer dans la lutte pour les droits civiques des personnes LGBT longtemps après Stonewall.
Dans les années 1980 et 1990, elle travaille en tant que videuse pour plusieurs bars lesbiens de New York,. Elle est membre de l'Association des vétérans de Stonewall, dont elle est cheffe de sécurité, ambassadrice et, de 1998 à 2000, vice-présidente. Elle participe régulièrement à la pride de New York. Pendant des décennies, DeLarverie sert sa communauté en patrouillant les rues du Village, où on la qualifie de « protectrice des lesbiennes du Village ».

« Grande, androgyne, et armée — elle était autorisée à porter une arme — Ms. DeLarverie parcourait la Septième et la Huitième avenue et les lieux attenants bien au-delà de ses quatre-vingts ans, surveillant les trottoirs, et s'assurant que tout allait bien dans les bars lesbiens. Elle cherchait à éviter aux autres ce qu'elle appelait la « laideur » : toutes les formes d'intolérance, de brimades, ou d'agression envers celles qu'elle appelait ses baby girls. [...] Elle marchait dans les rues du centre-ville de Manhattan telle un superhéros gay. [...] Il ne fallait surtout pas lui donner de raison de se fâcher. »

— Extrait de la notice nécrologique de Stormé DeLarverie dans le New York Times.
En plus de son travail pour la communauté LGBT, elle organise et monte sur scène dans des soirées caritatives destinées à lever des fonds pour les femmes et enfants victimes de violences. Interrogée sur ce qui l'amène à s'occuper de ce travail, elle répond « Il faut que quelqu'un s'en occupe. Les gens disent 'Mais pourquoi tu continue encore là-dessus ?', je leur dis : 'C'est très simple. Si personne ne s'était occupé de moi quand j'étais enfant, avec ma mère qui était noire, dans le Sud, je ne serais pas là maintenant.' ».
DeLarverie vit pendant plusieurs décennies au fameux Hôtel Chelsea de New York, où elle « prospère dans l'atmosphère de créativité suscitée par la présence d'un grand nombre d'écrivains, musiciens, artistes, et acteurs ».
Cannistraci rapporte que DeLarverie continue à travailler comme videuse jusqu'à ses 85 ans.

## Maladie et mort
Sur la fin de sa vie, DeLarverie souffre de démence sénile. De 2010 à 2014, elle vit dans une maison de retraite à  Brooklyn. Bien qu'elle ne se rende pas compte qu'elle est dans une maison de retraite, ses souvenirs d'enfance et du soulèvement de Stonewall restent forts.
Le 7 juin 2012, Brooklyn Pride, Inc. rend hommage à Stormé DeLarverie à la Brooklyn Society for Ethical Culture (Société de Brooklyn pour une culture éthique), avec une projection du film de Michelle Parkerson, Stormé: The Lady of the Jewel Box. Le 24 avril 2014, le Brooklyn Community Pride Center célèbre DeLarverie en même temps qu'Edith Windsor pour son courage, et reçoit une accolade de Letitia James, adjointe au maire de New York.
Elle meurt dans son sommeil le 24 mai 2014 à Brooklyn, sans que lui survivent des membres de sa famille proche. Lisa Cannistraci, devenue l'une de ses gardiennes légales, signale que la cause du décès est une crise cardiaque. DeLarverie est enterrée le 29 mai 2014 à Greenwich.